# Carnació

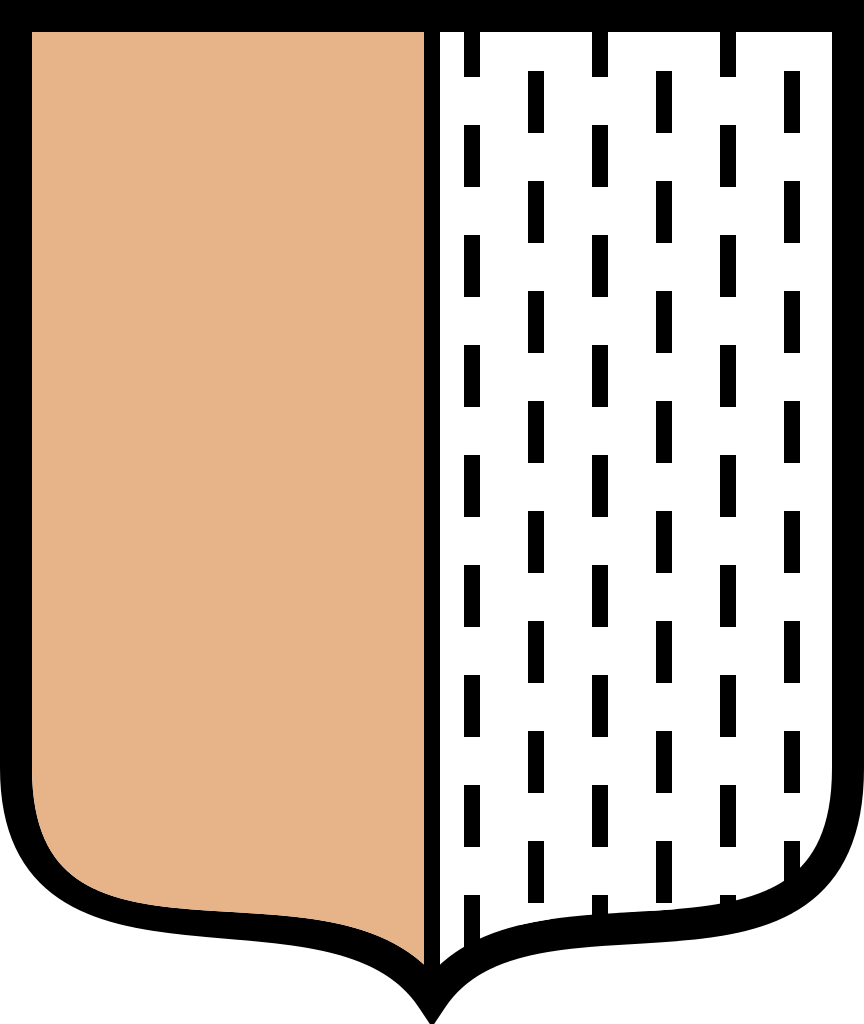
Carnació en heràldica

La carnació és, en heràldica, l'esmalt neutre que vol representar el color natural de la pell del cos humà.
Actualment, en el món de l'heràldica se'n desaconsella l'ús.
En el sistema hexadecimal, és el color #FEC3AC.